# Pepe Aguilar

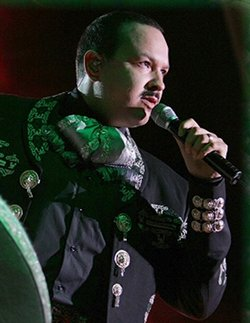
Pepe Aguilar, 2010

Jose Antonio Aguilar Jiménez (* 7. August 1968 in San Antonio, Texas), allgemein bekannt als Pepe Aguilar, ist ein amerikanischer Sänger, Komponist und Musikproduzent mexikanischer Abstammung.

## Leben
Der Sohn mexikanischer Eltern wuchs vorwiegend in Villanueva im mexikanischen Bundesstaat Zacatecas auf, wo sein Vater Antonio Aguilar geboren wurde und später seine Mutter Flor Silvestre (eigentlich Guillerma Jiménez Chabolla) starb.
Weil seine Eltern beide Sänger waren, kam Pepe Aguilar frühzeitig mit der Musik in Berührung und stand bereits im Alter von drei Jahren im Rampenlicht der Öffentlichkeit, als sein Vater ihn bei einem Auftritt im New Yorker Madison Square Garden auf die Bühne holte, wo Pepe erstmals vor Publikum sang.
Im Laufe seiner mehr als dreißigjährigen Laufbahn verkaufte Aguilar mehr als 15 Millionen Alben und gewann vier Grammys und fünf Latin Grammys.

## Diskografie

### Alben
| Jahr | Titel                                                  | Höchstplatzierung, Gesamtwochen, AuszeichnungChartplatzierungen (Jahr, Titel, Platzierungen, Wochen, Auszeichnungen, Anmerkungen) | Höchstplatzierung, Gesamtwochen, AuszeichnungChartplatzierungen (Jahr, Titel, Platzierungen, Wochen, Auszeichnungen, Anmerkungen) | Höchstplatzierung, Gesamtwochen, AuszeichnungChartplatzierungen (Jahr, Titel, Platzierungen, Wochen, Auszeichnungen, Anmerkungen) | Anmerkungen                                                      |
| Jahr | Titel                                                  | MX | US | Latin | Anmerkungen                                                      |
| ---- | ------------------------------------------------------ | --- | --- | --- | ---------------------------------------------------------------- |
| 1998 | Por Mujeres Como Tú                                    | — | — | Latin19 ×4Vierfachplatin · (86 Wo.)Latin                                                                                          | Erstveröffentlichung: 28. Juli 1998                              |
| 1998 | Por el Amor de Siempre                                 | — | — | Latin19 ×2Doppelplatin · (37 Wo.)Latin                                                                                            |                                                                  |
| 1999 | Por una mujer bonita                                   | — | — | Latin17 ×2Doppelplatin · (46 Wo.)Latin                                                                                            | Erstveröffentlichung: 19. Oktober 1999                           |
| 2000 | Lo Grande de los Grandes                               | — | — | Latin6 ×2Doppelplatin · (21 Wo.)Latin                                                                                             |                                                                  |
| 2001 | Lo Mejor de Nosotros                                   | — | — | Latin10 Platin · (43 Wo.)Latin | Erstveröffentlichung: 18. Mai 2001                               |
| 2002 | Los Grandes                                            | — | — | Latin45 (11 Wo.)Latin | mit Joan Sebastian                                               |
| 2003 | Y Tenerte Otra Vez                                     | MX— GoldMX | US118 (4 Wo.)US | Latin1 ×2Doppelplatin · (28 Wo.)Latin                                                                                             | Erstveröffentlichung: 25. März 2003                              |
| 2003 | Coleccion De Oro                                       | — | — | Latin23 (45 Wo.)Latin |                                                                  |
| 2003 | Con Orgullo por Herencia                               | MX— GoldMX | — | Latin7 (28 Wo.)Latin |                                                                  |
| 2004 | Coleccion De Oro Vol. 2                                | — | — | Latin51 (10 Wo.)Latin |                                                                  |
| 2004 | No soy de nadie                                        | MX— ×3DreifachgoldMX | — | Latin6 Platin · (22 Wo.)Latin | Erstveröffentlichung: 14. Juni 2014                              |
| 2005 | Dos Idolos                                             | — | US198 (1 Wo.)US | Latin8 (15 Wo.)Latin | Erstveröffentlichung: 27. September 2005 mit Marco Antonio Solís |
| 2005 | Historias de mi tierra                                 | MX— GoldMX | — | Latin37 (2 Wo.)Latin | Erstveröffentlichung: 18. Oktober 2005                           |
| 2006 | Enamorado                                              | MX17 Gold · (53 Wo.)MX | — | Latin16 (14 Wo.)Latin | Erstveröffentlichung: 15. August 2006                            |
| 2007 | 100% Mexicano                                          | MX22 Gold · (37 Wo.)MX | — | Latin33 (3 Wo.)Latin | Erstveröffentlichung: 18. September 2007                         |
| 2008 | Homenaje                                               | MX32 (23 Wo.)MX | — | Latin53 (8 Wo.)Latin | Erstveröffentlichung: 30. September 2008                         |
| 2008 | La Historia... Mis Exitos                              | — | — | Latin15 Gold · (43 Wo.)Latin |                                                                  |
| 2010 | Bicentenario 1910–2010                                 | MX29 (13 Wo.)MX | — | Latin38 (2 Wo.)Latin |                                                                  |
| 2011 | Negociaré con la pena                                  | MX16 Gold · (26 Wo.)MX | — | Latin27 (33 Wo.)Latin | Erstveröffentlichung: 28. Juni 2011 EP                           |
| 2011 | Puro Mexico                                            | — | — | Latin54 (5 Wo.)Latin |                                                                  |
| 2012 | Mas de un camino                                       | — | — | Latin18 (4 Wo.)Latin | Erstveröffentlichung: 29. Mai 2012 EP                            |
| 2013 | Lástima que sean ajenas                                | MX3 Gold · (16 Wo.)MX | — | Latin4 (7 Wo.)Latin | Erstveröffentlichung: 17. September 2013                         |
| 2013 | Solo por Amor, Vol. 1                                  | — | — | Latin45 (2 Wo.)Latin |                                                                  |
| 2014 | MTV Unplugged                                          | MX2 ×3Dreifachgold · (59 Wo.)MX                                                                                                   | — | Latin6 (4 Wo.)Latin | Erstveröffentlichung: 21. Oktober 2014                           |
| 2015 | Interpreta a Joan Sebastian                            | — | — | Latin31 (19 Wo.)Latin | Erstveröffentlichung: 23. Oktober 2015                           |
| 2016 | No lo había dicho                                      | MX— GoldMX | — | Latin3 (5 Wo.)Latin | Erstveröffentlichung: 27. Juni 2016                              |
| 2018 | Fue un placer conocerte – Gracias Juan Gabriel, Vol. 1 | MX2 (51 Wo.)MX | — | — | Erstveröffentlichung: 30. November 2018                          |

grau schraffiert: keine Chartdaten aus diesem Jahr verfügbar
Weitere Alben
- 1990: Con tambora
- 1991: Con tambora, Vol. 2
- 1991: Con tambora, Vol. 3
- 1992: Recuerdame Bonito
- 1993: Chiquilla Bonita
- 1994: Que Bueno
- 2003: Éxitos en música instrumental
- 2006: Las Románticas de Pepe Aguilar
- 2008: Juntos (mit Ana Gabriel)
- 2015: Frente a frente
- 2020: Se7en7as
- 2021: Mexicano hasta los huesos (mit Tochter Ángela Aguilar und Sohn Leonardo Aguilar)[8]
- 2022: A la Medida

### Singles
| Jahr | Titel Album                                        | Höchstplatzierung, Gesamtwochen, AuszeichnungChartplatzierungen (Jahr, Titel, Album, Platzierungen, Wochen, Auszeichnungen, Anmerkungen) | Höchstplatzierung, Gesamtwochen, AuszeichnungChartplatzierungen (Jahr, Titel, Album, Platzierungen, Wochen, Auszeichnungen, Anmerkungen) | Anmerkungen                                                                |
| Jahr | Titel Album                                        | MX | Latin | Anmerkungen                                                                |
| ---- | -------------------------------------------------- | --- | --- | -------------------------------------------------------------------------- |
| 1998 | Por Mujeres Como Tú                                | — | Latin2 (40 Wo.)Latin |                                                                            |
| 1998 | Directo Al Corazon Por Mujeres Como Tú             | — | Latin8 (24 Wo.)Latin |                                                                            |
| 1999 | Me Estoy Acostumbrando A Ti Por el Amor de Siempre | — | Latin6 (29 Wo.)Latin |                                                                            |
| 1999 | Llamarada Por el Amor de Siempre                   | — | Latin33 (3 Wo.)Latin |                                                                            |
| 1999 | Perdoname Por una mujer bonita                     | — | Latin10 (26 Wo.)Latin |                                                                            |
| 2000 | Por una mujer bonita                               | — | Latin29 (8 Wo.)Latin |                                                                            |
| 2000 | Corazon Esteril Por una mujer bonita               | — | Latin38 (1 Wo.)Latin |                                                                            |
| 2000 | Que Sepan Todos –                                  | — | Latin8 (18 Wo.)Latin |                                                                            |
| 2001 | Esclavo y Amo –                                    | — | Latin14 (25 Wo.)Latin |                                                                            |
| 2001 | Me Vas a Extrañar Lo Mejor de Nosotros             | — | Latin2 (29 Wo.)Latin |                                                                            |
| 2001 | Salado Lo Mejor de Nosotros                        | — | Latin14 (14 Wo.)Latin |                                                                            |
| 2002 | Mas Alto Que Las Aguilas Lo Mejor de Nosotros      | — | Latin24 (15 Wo.)Latin |                                                                            |
| 2002 | Lástima que sean ajenas                            | — | Latin43 (11 Wo.)Latin |                                                                            |
| 2003 | Me Falta Valor Y Tenerte Otra Vez                  | — | Latin5 (26 Wo.)Latin |                                                                            |
| 2003 | Yo La Amo Y Tenerte Otra Vez                       | — | Latin34 (7 Wo.)Latin |                                                                            |
| 2003 | A Pierna Suelta Y Tenerte Otra Vez                 | — | Latin16 (13 Wo.)Latin |                                                                            |
| 2004 | Cruz De Olvido Con Orgullo por Herencia            | — | Latin7 (15 Wo.)Latin |                                                                            |
| 2004 | Miedo No soy de nadie                              | — | Latin2 (31 Wo.)Latin |                                                                            |
| 2005 | El Autobus No soy de nadie                         | — | Latin17 (26 Wo.)Latin |                                                                            |
| 2006 | Se Fue Enamorado                                   | — | Latin19 (16 Wo.)Latin |                                                                            |
| 2007 | Todo Se Derrumbó Enamorado                         | — | Latin23 (16 Wo.)Latin |                                                                            |
| 2007 | Por Amarte Enamorado                               | — | Latin26 (20 Wo.)Latin |                                                                            |
| 2007 | 100% Mexicano                                      | — | Latin26 (4 Wo.)Latin |                                                                            |
| 2008 | Ya Nunca Mas 100% Mexicano                         | — | Latin19 (14 Wo.)Latin |                                                                            |
| 2008 | Perdono y Olvido 100% Mexicano                     | — | Latin32 (18 Wo.)Latin |                                                                            |
| 2011 | Prometiste Negociaré con la pena                   | MX— GoldMX | Latin47 (1 Wo.)Latin |                                                                            |
| 2018 | Ni Contigo Ni Sin Ti –                             | — | Latin47 (1 Wo.)Latin | Erstveröffentlichung: 27. April 2018 Los Angeles Azules feat. Pepe Aguilar |
| 2021 | Tus Desprecios A la Medida                         | — | Latin33 (8 Wo.)Latin | Erstveröffentlichung: 25. Juni 2021 mit El Fantasma                        |
| 2022 | No Me Hablen de Amor A la Medida                   | — | Latin42 (2 Wo.)Latin | Erstveröffentlichung: 12. August 2022 mit Intocable                        |

grau schraffiert: keine Chartdaten aus diesem Jahr verfügbar
Weitere Singles
- 2017: Respóndeme tú (Yuridia feat. Pepe Aguilar, MX: ×5Fünffachgold )